# Šadrinsk
Šadrinsk (rusky Шадринск) je město v Kurganské oblasti v Ruské federaci. Při sčítání lidu v roce 2010 měl přes 77 tisíc obyvatel.

## Poloha
Šadrinsk leží východně od Uralu na jihozápadě Západosibiřské roviny na levém břehu Isetě. Od Kurganu, správního střediska oblasti, je vzdálen přibližně 130 kilometrů na severozápad.

## Geografie

### Podnebí
| Šadrinsk – podnebí                           | Šadrinsk – podnebí | Šadrinsk – podnebí | Šadrinsk – podnebí | Šadrinsk – podnebí | Šadrinsk – podnebí | Šadrinsk – podnebí | Šadrinsk – podnebí | Šadrinsk – podnebí | Šadrinsk – podnebí | Šadrinsk – podnebí | Šadrinsk – podnebí | Šadrinsk – podnebí | Šadrinsk – podnebí |
| Období                                       | leden              | únor               | březen             | duben              | květen             | červen             | červenec           | srpen              | září               | říjen              | listopad           | prosinec           | rok                |
| -------------------------------------------- | ------------------ | ------------------ | ------------------ | ------------------ | ------------------ | ------------------ | ------------------ | ------------------ | ------------------ | ------------------ | ------------------ | ------------------ | ------------------ |
| Nejvyšší teplota [°C]                        | 3,8                | 7,2                | 15,9               | 30,6               | 36,0               | 36,5               | 38,5               | 37,0               | 33,0               | 23,1               | 12,1               | 7,3                | 38,5               |
| Průměrné denní maximum [°C]                  | −10,5              | −8,3               | −0,6               | 10,5               | 19,0               | 24,2               | 25,3               | 22,4               | 16,1               | 8,0                | −2,6               | −8,4               | 7,9                |
| Průměrná teplota [°C]                        | −14,4              | −12,9              | −5,4               | 5,4                | 12,7               | 18,2               | 19,6               | 17,1               | 11,3               | 4,2                | −5,8               | −12,0              | 3,2                |
| Průměrné denní minimum [°C]                  | −18,3              | −17,5              | −10,1              | 0,2                | 6,4                | 12,1               | 13,9               | 11,8               | 6,4                | 0,4                | −9,0               | −15,5              | −1,6               |
| Nejnižší teplota [°C]                        | −39,5              | −39,1              | −30,0              | −17,6              | −8,0               | −2,8               | 3,4                | −0,2               | −4,2               | −19,1              | −37,8              | −45,2              | −45,2              |
| Průměrné srážky [mm]                         | 23,2               | 16,4               | 18,5               | 21,5               | 44,6               | 64,4               | 73,4               | 60,2               | 54,5               | 36,7               | 30,9               | 24,7               | 469,0              |
| Zdroj: https://shadrinsk.pogoda-segodnya.ru/ |                    |                    |                    |                    |                    |                    |                    |                    |                    |                    |                    |                    |                    |

## Rodáci
- Leonid Vasiljevič Chabarov (* 1947), voják
- Nikolaj Olegovič Krasnikov (1985–2025), plochodrážní jezdec, dvacetinásobný mistr světa
- Alla Ivanovna Važeninová (* 1983), vzpěračka